# Caroline Mani
Caroline Mani (Besançon, 18 januari 1987) is een Franse wielrenster met als specialisatie veldrijden.
Mani werd in 2009 derde op het Frans kampioenschap tijdrijden voor beloften. Datzelfde jaar werd ze Franse kampioene mountainbiken cross country in de beloftencategorie.
In 2023 rijdt ze samen met de Amerikaanse belofte Lauren Zoerner in het Groove Off Road Racing team.

## Veldrijden

### Overwinningen
| Seizoen                     | Wereldbeker | Challenge National | WK  | EK  | FK     | Overige                                               | Totaal aantal zeges |
| --------------------------- | ----------- | ------------------ | --- | --- | ------ | ----------------------------------------------------- | ------------------- |
| 2005-2006                   |             |                    | DNS | DNS | 7e     |                                                       | 0                   |
| 2006-2007                   |             |                    | 23e | 14e | 6e     |                                                       | 0                   |
| 2007-2008                   |             |                    | 10e | 16e | 4e     |                                                       | 0                   |
| 2008-2009                   |             |                    | 5e  | 10e | Brons  |                                                       | 0                   |
| 2009-2010                   |             | Besançon           | 7e  | 8e  | Goud   |                                                       | 2                   |
| 2010-2011                   |             |                    | 25e | 9e  | Goud   |                                                       | 1                   |
| 2011-2012                   |             |                    | 18e | DNS | Brons  | Irvine I, Irvine II,                                  | 0                   |
| 2012-2013                   |             |                    | DNF | DNS | 4e     |                                                       | 0                   |
| 2013-2014                   |             |                    | 10e | DNS | Brons  |                                                       | 0                   |
| 2014-2015                   |             |                    | 11e | DNS | Zilver | Gloucester II, Ellison Park I, Ellison Park II        | 3                   |
| 2015-2016                   |             | Flamanville        | ↑   | DNS | Goud   | Gloucester I, Boulder I, Iowa I                       | 5                   |
| 2016-2017                   |             |                    | 12e | ↑   | Goud   | Rochester II                                          | 2                   |
| 2017-2018                   |             |                    | 10e | DNS | Zilver | Tulsa, Los Angeles I, Los Angeles II, Broken Arrow II | 4                   |
| 2018-2019                   |             |                    | 32e | DNS | Goud   | Roanoke I                                             | 2                   |
| 2019-2020                   |             |                    | 16e | DNS | Zilver | Roanoke II                                            | 1                   |
| geen deelnames in 2020-2021 |             |                    |     |     |        |                                                       |                     |
| 2021-2022                   |             |                    | 22e | DNS | DNS    | Roanoke I, Roanoke II, Falmouth I, Falmouth II        | 4                   |
| 2022-2023                   |             |                    | –   | –   | –      | Roanoke I en II, Mason I en II, Falmouth I en II      | 6                   |
| 2023-2024                   |             |                    | –   | –   | –      | Hendersonville (I) en (II)                            | 2                   |
| 2024-2025                   |             |                    | 26e | –   | 7e     | Indianapolis (I en II), Hampton (I en II)             | 4                   |
| Totaal                      | 0           | 2                  | 0   | 0   | 5      | 31                                                    | 38                  |